# Filmes de 1957 da Republic Pictures

## Introdução
Em 1957, a Republic Pictures lançou 27 produções.
Entretanto, somente oito desses lançamentos foram efetivamente produzidos pelo estúdio, que, a essa altura, já estava agonizando. O restante, como vinha acontecendo há vários anos,  era proveniente de outras companhias, inclusive europeias, com quem o estúdio havia celebrado acordos para distribuição. Tais filmes eram identificados pela frase "A Republic Presentation" no logotipo do estúdio -- uma águia estilizada --, enquanto as produções próprias eram identificadas como "A Republic Production".

## Prêmios Oscar
Trigésima cerimônia, com os filmes exibidos em Los Angeles no ano de 1957.
| Nenhuma produção recebeu quaisquer indicações |
| --------------------------------------------- |

## Filmes do ano
| Título original           | Título PT/BR                  | Título PT/PT | Astros                             | Diretor                   | Gênero            |
| ------------------------- | ----------------------------- | ------------ | ---------------------------------- | ------------------------- | ----------------- |
| Affair in Reno            |                               |              | John Lund, Doris Singleton         | R. G. Springsteen         | Policial          |
| Beginning of the End      |                               |              | Peter Graves, Peggie Castle        | Bert I. Gordon            | Ficção Científica |
| The Congress Dances       |                               |              | Lilian Harvey, Conrad Veidt        | Erik Charell              | Musical           |
| The Crooked Circle        |                               |              | John Smith, Fay Spain              | Joseph Kane               | Drama             |
| Duel at Apache Wells      | Tirania das Balas             |              | Anna Maria Alberghetti, Ben Cooper | Joseph Kane               | Faroeste          |
| Eighteen and Anxious      |                               |              | Mary Webster, William Campbell     | Joe Parker                | Drama             |
| The Fighting Wildcats     | Sabotadores Implacáveis       |              | Keefe Brasselle, Kay Callard       | Arthur Crabtree           | Policial          |
| Gunfire at Indian Gap     | Forçado a Matar               |              | Vera Ralston, Anthony George       | Joseph Kane               | Faroeste          |
| Hell Canyon Outlaws       | Quatro Pistoleiros e Um Homem |              | Dale Robertson, Brian Keith        | Paul Landres              | Faroeste          |
| Hell Ship Mutiny          |                               |              | Jon Hall, John Carradine           | Lee Sholem, Elmo Williams | Aventura          |
| Hell's Crossroads         | Sangue de Valentes            |              | Stephen McNally, Peggie Castle     | Franklin Adreon           | Faroeste          |
| Journey to Freedom        |                               |              | Jacques Scott, Geneviève Aumont    | Robert C. Dertano         | Espionagem        |
| Last Stagecoach West      | Valentes Até a Morte          |              | Jim Davis, Mary Castle             | Joseph Kane               | Faroeste          |
| The Lawless Eighties      |                               |              | Buster Crabbe, John Smith          | Joseph Kane               | Faroeste          |
| The Man in the Road       |                               |              | Derek Farr, Ella Raines            | Lance Comfort             | Suspense          |
| Operation Conspiracy      |                               |              | Philip Friend, Mary Mackenzie      | Joseph Sterling           | Espionagem        |
| Panama Sal                | Destinos Cruzados             |              | Elena Verdugo, Ed Kemmer           | William Witney            | Drama             |
| Pawnee                    | Ataque Sanguinário            |              | George Montgomery, Bill Williams   | George Waggner            | Faroeste          |
| Raiders of Old California | Cavaleiros do Ódio            |              | Jim Davis, Arleen Whelan           | Albert C. Gannaway        | Faroeste          |
| Spoilers of the Forest    | Floresta Ensanguentada        |              | Rod Cameron, Vera Ralston          | Joseph Kane               | Drama             |
| Taming Sutton's Gal       | Brutos em Luta                |              | John Lupton, Gloria Talbott        | Lesley Selander           | Drama             |
| Tears for Simon           | S. O. S. Scotland Yard        | Raptado      | David Farrar, David Knight         | Guy Green                 | Mistério          |
| Thunder Over Tangier      |                               |              | Robert Hutton, Lisa Gastoni        | Lance Comfort             | Policial          |
| Time Is My Enemy          |                               |              | Dennis Price, Renée Asherson       | Don Chaffey               | Policial          |
| The Unearthly             |                               |              | John Carradine, Allison Hayes      | Brooks I. Peters          | Terror            |
| The Wayward Girl          | Angústia de Uma Vida          |              | Marcia Henderson, Peter Walker     | Lesley Selander           | Drama             |
| The Weapon                | O Seu Primeiro Crime          |              | Steve Cochran, Lizabeth Scott      | Val Guest                 | Suspense          |